# Ришард Фрелек
Ришард Ян Фрелек (пол. Ryszard Frelek; 30 травня 1929, Париж — 21 жовтня 2007) — польський політичний діяч, письменник, кіносценарист, професор, академічний викладач, який займається міжнародними відносинами, дослідник історії дипломатії. Секретар ЦК Польської об'єднаної робітничої партії в 1975—1980 роках. Постійний представник Польщі при Організації Об'єднаних Націй у Нью-Йорку (1980—1981).

## Життєпис
Народився 30 травня 1929 року в Парижі. Випускник Академії політичних наук, Варшавського університету природничих наук та Університету суспільних наук при ЦК Польської об'єднаної робітничої партії.
У 1947—1948 роках — референт Верховної ради радгоспів. У 1948—1962 роках працював у Польському прес-агентстві (з 1957 по 1959 — кореспондентом в Індії, в інші періоди — редактором). У 1953 р. став членом Польської об'єднаної робітничої партії (з 1950 р. — кандидат від партії). У 1962—1968 роках працював у ЦК Польської об'єднаної робітничої партії старшим інструктором. З 1962 по 1980 працював одночасно у Варшавському університеті. У 1969—1971 роках — директор Польського інституту міжнародних справ. З 27 квітня 1971 по 13 грудня 1977 рр. — завідувач відділу закордонних справ ЦК Польської об'єднаної робітничої партії, з 1 грудня 1971 по 12 грудня 1975 рр. — член Секретаріату ЦК ПОРП, а потім до 14 лютого 1980 року секретар ЦК Польської об'єднаної робітничої партії. Член ЦК з 11 грудня 1971 по липень 1981. У 1972—1980 роках був депутатом Сейму Польщі. У 1980—1981 роках був Постійний представник Польщі при Організації Об'єднаних Націй. З 1981 по 1988 рр. — перебував на пенсії по інвалідності, також був професором Академії суспільних наук за сумісництвом. У 1988 р. був радником посольства Польської Народної Республіки в Греції.
На початку 90-х років в Американському коледжі бардів, згодом у коледжі бізнесу та адміністрування у Варшаві та у Варшавській школі економіки.
У 2004—2007 рр. — був ректором Торунського університету, де читав лекції в галузі міжнародних відносин.
26 жовтня 2007 р. похований на Кафедральному цвинтарі в Сандомирі.